# Tercera Guerra Mundial (Doctor Who)
Tercera Guerra Mundial (World War Three) es el quinto episodio de la primera temporada moderna de la serie británica de ciencia ficción Doctor Who, emitido el 23 de abril de 2005. Es la segunda parte de una historia en dos episodios que comenzó con Alienígenas en Londres el 16 de abril.

## Argumento
El Noveno Doctor (Christopher Eccleston) y su acompañante Rose Tyler (Billie Piper) hacen equipo con el novio de Rose, Mickey Smith (Noel Clarke), su madre Jackie (Camille Coduri) y un miembro del parlamento, Harriet Jones (Penelope Wilton) para frustrar los planes de los Slitheen, una familia de alienígenas que pretenden vender la Tierra para sacar beneficio económico. Los Slitheen, que han invadido el 10 de Downing Street, planean hacer que las Naciones Unidas liberen los códigos de activación nuclear y así provocar la Tercera guerra mundial en la Tierra y vender los restos.

### Continuidad
En el episodio de 2006, Amor y monstruos, se hace referencia a un virus "lobo malo" que borró todas las menciones de Rose Tyler.
Siguiendo con la línea argumental de la temporada del "lobo malo", en el informativo norteamericano se anunció que la decisión de la ONU recibió el nombre de "Mal Loup", una mala traducción del francés de "Lobo malo".
Harriet Jones volverá a aparecer en La invasión en Navidad, a estas alturas ya convertida en primer ministro. También hace una aparición en La Tierra robada, donde se refiere a sí misma como antigua primer ministro.

## Producción
Según Russell T Davies (entre otros), el episodio se titulaba Alienígenas en Londres, segunda parte hasta el último momento, cuando le cambiaron el nombre al actual. En el libro Back to the Vortex también se cita como título provisional 10 Downing Street. Con esta decisión se sentó un precedente, ya que en la serie original todos los seriales desde el Tercer Doctor y la mayoría desde 1965 se dividían en episodios con el mismo título numerado, y en la serie nueva todos los episodios por partes han seguido teniendo títulos individuales con la excepción de El fin del tiempo.